# Paraguai nos Jogos Pan-Americanos de 1951
O Paraguai competiu nos Jogos Pan-Americanos de 1951 em Buenos Aires de 25 de fevereiro a 10 de março de 1951. Não conquistou medalhas nesta edição.

## Basquetebol
| Fase preliminar        | Repescagem             | Torneio de consolação                                       | Pos. |
| Adversário e resultado | Adversário e resultado | Adversário e resultado                                      | Pos. |
| ---------------------- | ---------------------- | ----------------------------------------------------------- | ---- |
| CUB Cuba D 44-53       | MEX México D 43-54     | MEX México V 78-52 COL Colômbia V 57-24 ECU Equador D 40-45 | 7º   |